# Gangstar
Gangstar est une série de jeux vidéo de type GTA-like éditée par Gameloft sorti exclusivement sur Mobile et Smartphone, à l'exception du deuxième opus sorti également sur Nintendo DS.

## Série principale
- 2006 : Gangstar: Crime City (J2ME)[1]
- 2008 : Gangstar 2: Kings of L.A. (J2ME, BlackBerry, DSiWare)[2],[3]
- 2009 : Gangstar: Samurai (BREW, DoJa)
- 2009 : Gangstar: West Coast Hustle (iOS, Android)[4],[5],[6]
- 2010 : Gangstar: Miami Vindication (iOS, Android, J2ME, Mac)[7]
- 2011 : Gangstar Rio: City of Saints (iOS, Android, J2ME)[8],[9]
- 2013 : Gangstar: Vegas (iOS, Android)
- 2017 : Gangstar: New Orleans (iOS, Android)[10],[11]

## Jeux dérivés
- 2012 : Urban Crime (iOS, Android)[12],[13]
- 2012 : Gang Domination (iOS, Android)[14]